# Tropischer Sturm Hazel
Tropischer Sturm Hazel, manchmal auch Zyklon Hazel genannt, war ein kurzlebiger tropischer Wirbelsturm im östlichen Pazifischen Ozean, der viele Schäden in Mexiko anrichtete. Der Sturm verursachte in der pazifischen Hurrikansaison 1965 die größten Schäden. Er bildete sich aus einer nordwärts ziehenden Störung mit Ursprung südöstlich der Insel Socorro. Nach dem Erreichen der Stärke eines tropischen Sturm auf der später eingeführten Saffir-Simpson-Hurrikan-Windskala drehte der Wirbelsturm nach Ost-Nordost, was durch Wetterdaten eines Schiffes belegt ist. Nach dem Landfall bei Mazatlán am 26. September verlor der Sturm rasch seine tropischen Eigenschaften. Mindestens sechs Personen verloren durch die Auswirkungen des Sturms ihr Leben. Trotz seiner kurzen Existenz verursachte der Sturm schwere Schäden für die mexikanische Wirtschaft. In Mazatlán wurden viele Häuser weggespült oder von schlammigen Wasser überflutet. Der Sachschaden erreichte rund 10 Millionen US-Dollar (1965; heute rund 86 Millionen US-Dollar), lag aber möglicherweise höher. Der Name Hazel wurde von der Liste der Namen tropischer Wirbelstürme im pazifischen Becken entfernt.

## Sturmverlauf

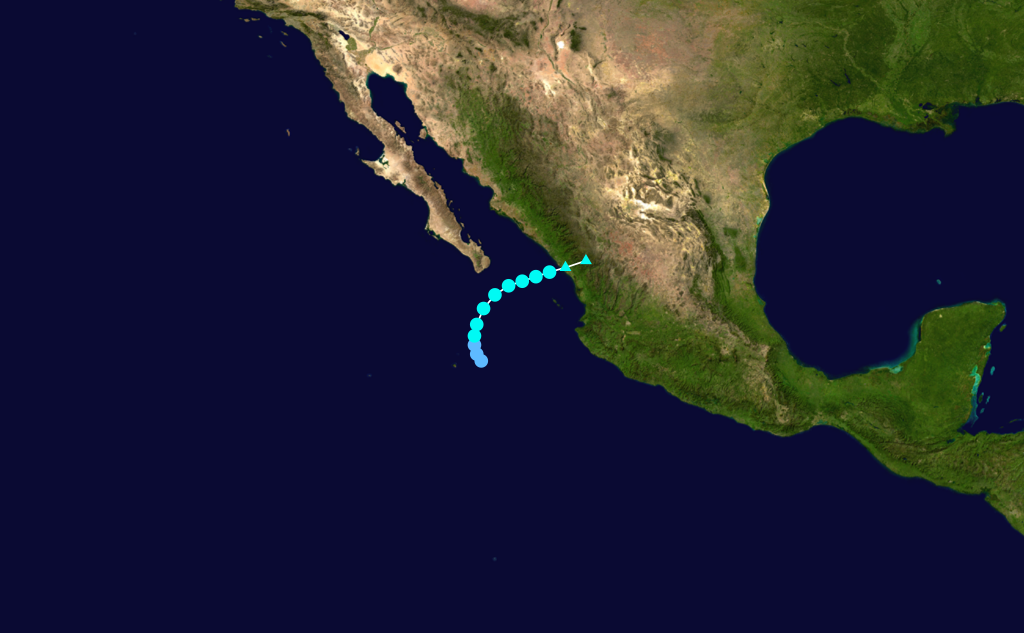
Zugbahn von Hazel

Am 22. September wurde südöstlich von Socorro eine schwache tropische Störung bemerkt. Die Störung wanderte bis zum 23. September ereignislos nordwärts. Dann wurde sie rund 160 km östlich von Socorro als tropisches Tiefdruckgebiet klassifiziert. Die Hurrikandatenbank des National Hurricane Centers gibt jedoch an, dass Hazel sich erst am 24. September zum tropischen Tiefdruckgebiet intensivierte. Berichte von der Insel sowie von mehreren in der Nähe befindlichen Schiffen deuten darauf hin, dass Windgeschwindigkeiten von 55 km/h in einem Radius von 80 km auftraten. Das Tiefdruckgebiet intensivierte sich am 24. September in einen tropischen Sturm, der mit einer Vorwärtsgeschwindigkeit von 15 km/h nach Norden zog.
Satellitenaufnahmen lassen darauf schließen, dass im Zentrum Windgeschwindigkeiten von bis zu 80 km/h herrschten. Der niedrigste Luftdruck des Sturmes wurde etwa zur selben Zeit von dem Schiff Santa Anita mit 986 mbar (hPa) gemeldet. Am 26. September meldete das Schiff Philippine President Quezon südsüdwestliche Winde von 95 km/h, hohen Seegang und eine Wellenhöhe von 3,7 m, was darauf hindeutete, dass der Sturm nun in nordnordöstlicher Richtung zog. Südlich von Mazatlán zog der Sturm am 26. September über Land und verlor rasch seine tropischen Eigenschaften. Hazel war teilweise dafür verantwortlich, dass sich im Atlantischen Ozean der Tropische Sturm Debbie nicht intensivieren konnte, weil Hazel zu einer Veränderung der Temperaturverteilung über Texas führte.

## Auswirkungen
Hazel traf die Stadt Mazatlán, wodurch dort wesentliche Schäden entstanden. Die Wetterberichte hatten nicht gemeldet, dass der Sturm die Küste erreichen, geschweige denn über Land ziehen würde. Deswegen waren viele Bewohner unvorbereitet. Rund 10.000 Personen flohen aus den niedrig gelegenen Teilen Mazatláns. Drei Personen wurden in der Stadt durch den Sturm getötet; zwei Fischer ertranken und ein Junge starb an einem Stromschlag. Drei weitere wurden in einer ländlichen Region in Nayarit ebenfalls durch Stromschlag getötet. Tausende waren nach Hazels Durchzug obdachlos. Viele Behausungen aus Holz, Blech und Spanplatten wurden weggespült oder bis zu 180 cm hoch überflutet. Flutwasser beschädigte und zerstörte an der Küste Brücken und Landstraßen. Die Krabbenfischerflotte Mazatláns, die eine Grundlage der Wirtschaft in der Küstenstadt war, wurde schwer geschädigt. Im Süden von Sinaloa wurde die Ernte auf 22.000 Hektar landwirtschaftlicher Nutzflächen vernichtet, vor allem Baumwolle, Mais und Sorghumhirse. Außerdem kam es zu hohen Verlusten an Vieh. Nach dem Sturm suchten noch 1000 Menschen Zuflucht in Schulen, und aus den Gebieten um Barron und El Wailamo wurde gemeldet, dass Bewohner sich wegen des Hochwassers auf Bäume und Dächer retten mussten. Mindestens 50 Fischerboote wurden durch den Sturm beschädigt oder sanken. Der Sachschaden wurde auf zehn Millionen US-Dollar (1965) geschätzt, was Hazel zum kostenintensivsten Sturm der Saison machte.
Der Name Hazel wurde nach der Saison von der Liste der Namen tropischer Wirbelstürme gestrichen und in der Hurrikansaison 1969 mit Heather ersetzt, nachdem 1966 die jährlich wechselnden Namenslisten eingeführt wurden. Es ist interessant, dass 1954 ein anderer tropischer Wirbelsturm im atlantischen Becken ebenfalls den Namen trug, der ebenfalls zur Streichung des Namens führte. Hazel ist somit der einzige Name, der sowohl im atlantischen als auch im östlichen pazifischen Becken von der Namensliste gestrichen wurde.